# Charles Huguenin
 (juin 2021).
La mise en forme du texte ne suit pas les recommandations de Wikipédia : il faut le « wikifier ».
Les points d'amélioration suivants sont les cas les plus fréquents. Le détail des points à revoir est peut-être précisé sur la page de discussion.
- Les titres sont pré-formatés par le logiciel. Ils ne sont ni en capitales, ni en gras.
- Le texte ne doit pas être écrit en capitales (les noms de famille non plus), ni en gras, ni en italique, ni en « petit »…
- Le gras n'est utilisé que pour surligner le titre de l'article dans l'introduction, une seule fois.
- L'italique est rarement utilisé : mots en langue étrangère, titres d'œuvres, noms de bateaux, etc.
- Les citations ne sont pas en italique mais en corps de texte normal. Elles sont entourées par des guillemets français : « et ».
- Les listes à puces sont à éviter, des paragraphes rédigés étant largement préférés. Les tableaux sont à réserver à la présentation de données structurées (résultats, etc.).
- Les appels de note de bas de page (petits chiffres en exposant, introduits par l'outil «  Source ») sont à placer entre la fin de phrase et le point final[comme ça].
- Les liens internes (vers d'autres articles de Wikipédia) sont à choisir avec parcimonie. Créez des liens vers des articles approfondissant le sujet. Les termes génériques sans rapport avec le sujet sont à éviter, ainsi que les répétitions de liens vers un même terme.
- Les liens externes sont à placer uniquement dans une section « Liens externes », à la fin de l'article. Ces liens sont à choisir avec parcimonie suivant les règles définies. Si un lien sert de source à l'article, son insertion dans le texte est à faire par les notes de bas de page.
- La présentation des références doit suivre les conventions bibliographiques. Il est recommandé d'utiliser les modèles {{Ouvrage}}, {{Chapitre}}, {{Article}}, {{Lien web}} et/ou {{Bibliographie}}. Le mode d'édition visuel peut mettre en forme automatiquement les références.
- Insérer une infobox (cadre d'informations à droite) n'est pas obligatoire pour parachever la mise en page.

Pour une aide détaillée, merci de consulter Aide:Wikification.
Si vous pensez que ces points ont été résolus, vous pouvez retirer ce bandeau et améliorer la mise en forme d'un autre article.
Charles Huguenin est un compositeur suisse né en 1870 au Locle, où il est décédé en 1939. Il a également mené une carrière de violoniste et d’éditeur de musique.

## Biographie
Charles Huguenin étudie le violon à Genève, avec Louis Rey, violoniste suisse (1852-1915) ; il étudie ensuite le violon, à Bruxelles, avec Eugène Ysaÿe, violoniste et compositeur belge (1858-1931). Il devient le propriétaire, en 1898, d'un Stradivarius, le « Marsick » de 1705. Il est nommé premier violon à l'Orchestre du Kursaal de Montreux. Il est appelé à Paris par Charles Lamoureux, violoniste et chef d'orchestre français (1834-1899). Il a été maître de chapelle à l'Oratoire du Louvre, à Paris. Il a été le fondateur des Éditions Charles Huguenin en 1919. Les Éditions Charles Huguenin publient essentiellement des partitions de musique chorale de compositeurs de la Suisse romande, tels que Dominique Gesseney-Rappo, ou Jean Scarcella. Tout au long de sa carrière de compositeur, Charles Huguenin a écrit des partitions de musique de chambre, de musique pour orchestre, de musique pour chœurs.

## Œuvres
Références de quelques-unes des œuvres composées pour des petits ensembles de musique de chambre, ou bien pour des grands orchestres ; ces oeuvres sont présentées ici en suivant l'ordre chronologique de l'année de leur publication, qui est indiquée entre parenthèses :
- Sérénade pour violon avec accompagnement de piano. Op. 19 (1895)
- 2 Duos pour violon et violoncelle par Charles Huguenin. N° 1. Fantasia. Op. 20 (1895)
- 2 Duos pour violon et violoncelle par Charles Huguenin. N° 2. Gavotte. Op. 21 (1895)
- A Grand'Mère. Gavotte pour violon avec accompagnement de piano. Op. 23 (1895)
- Sur les Bords du Léman. Mazurka pour piano. Op. 24 (1896)
- Salut à Genève. Marche pour orchestre. Op. 25 (1896)
- Scènes champêtres, n° 3. Coqs et poules, pour orchestre. Op. 27 (1896)
- Deux trios pour hautbois, clarinette et basson. Op. 30 & Op. 31 (1896)
- Chanson norvégienne. Op. 28 (1897)
- Les Cloches de Noël... Cantique à 2 voix d'enfants. Paroles de A. Fisch. Op. 60 (1901)
- Noël. Chœur à 4 voix. Paroles de A. Fisch. Op. 59 (1901)
- Psaume CIII. Oratorio pour soli, chœurs et orchestre et orgue. Paroles de A. Decoppet. Op. 58 (1902)
- La Nuit de Noël. Cantate. Prélude. Op. 39 (1902)
- Marche et cortège de « La Fée, Mab » pour orchestre. Op. 52 (1903)
- Nocturne, avec accompagnement de piano ou d'orchestre. Op. 53 (1903)
- Nocturne avec accompagnement de quintette à cordes. Op. 33 (1903)
- Tout le ciel s'illumine. Noël. Op. 73 (1903)
- Les Saintes femmes au tombeau. Cantate pour Pâques. Paroles de A. Decoppet. Chœur final. Op. 42 (1904)
- Sur les sommets ! Cantate pour soli, chœurs et piano ou orgue. Paroles de A. Fisch. Op. 72 (1905)